# Ingvar Carlsson
Gösta Ingvar Carlsson (ur. 9 listopada 1934 w Borås) – szwedzki polityk, działacz Szwedzkiej Socjaldemokratycznej Partii Robotniczej i jej przewodniczący w latach 1986–1996, parlamentarzysta, wicepremier i minister, premier Szwecji w latach 1986–1991 oraz 1994–1996.

## Życiorys
Urodził się jako syn magazyniera Olofa Karlssona i Idy z domu Johansson. Ukończył nauki polityczne na Uniwersytecie w Lund. Kształcił się później w Stanach Zjednoczonych na Northwestern University. Zaangażował się w działalność polityczną w ramach szwedzkich socjaldemokratów. Pod koniec lat 50. wraz z Olofem Palme należał do grupy młodych współpracowników premiera Tage Erlandera. W 1961 objął funkcję przewodniczącego socjaldemokratycznej młodzieżówki SSU, którą kierował do 1967.
W 1965 po raz pierwszy uzyskał mandat posła do Riksdagu. Z powodzeniem ubiegał się o poselską reelekcję w każdych kolejnych wyborach do 1994 włącznie. W latach 1967–1969 był sekretarzem stanu w urzędzie premiera. Był następnie członkiem rządów, którymi kierował Olof Palme. Sprawował w nich urzędy ministra edukacji (1969–1973) oraz ministra mieszkalnictwa (1973–1976), a po powrocie socjaldemokratów do władzy zajmował stanowisko wicepremiera (1982–1986). Od 1985 do 1986 był jednocześnie ministrem środowiska.
28 lutego 1986 Olof Palme został postrzelony, na skutek czego zmarł. 1 marca 1986 Ingvar Carlsson został nowym premierem, w tym samym miesiącu przejął również przywództwo w Szwedzkiej Socjaldemokratycznej Partii Robotniczej. Rządem kierował do 4 października 1991, gdy po przegranych przez socjaldemokratów wyborach nowy gabinet sformowała centroprawicowa koalicja Carla Bildta.
W wyniku kolejnych wyborów z 1994 socjaldemokraci powrócili do władzy. 7 października 1994 Ingvar Carlsson ponownie objął urząd premiera. W sierpniu 1995 ogłosił zamiar rezygnacji z działalności politycznej. 22 marca 1996 na czele nowego rządu stanął Göran Persson. Ingvar Carlsson ustąpił również z kierowania partią i członkostwa w parlamencie. Został później m.in. prezesem fundacji Bergmancenter na Fårö.